# 动小蚁蛛
动小蚁蛛（学名：Micaria silesiaca）为平腹蛛科小蚁蛛属的动物。分布于古北区以及中国大陆的山西、新疆等地，常见于草丛以及落叶层。该物种的模式产地在欧洲。